# Asioryctitheria
Asioryctitheria é uma ordem exinta de mamíferos primitivos. Seus fósseis foram encontrados no período Cretáceo da Ásia.

## Classificação
Ordem Asioryctitheria Novacek, Rougier, Wible, McKenna, Dashzeveg e Horovitz, 1997
- Gênero Murtoilestes Averianov e Skutschas, 2001
  -     - Murtoilestes abramovi (Averianov e Skutschas, 2000)
- Gênero Prokennalestes Kielan-Jaworowska e Dashzeveg, 1989
  -     - Prokennalestes trofimovi Kielan-Jaworowska e Dashzeveg, 1989
    - Prokennalestes minor Kielan-Jaworowska e Dashzeveg, 1989
- Família Asioryctidae
  - Gênero Uchkudukodon Archibald e Averianov, 2006
    - Uchkudukodon nessovi (McKenna, Kielan−Jaworowska e Meng, 2000) - Cretáceo Médio, Formação Bissekt, Usbequistão

  - Gênero Daulestes Trofimov e Nessov, 1979
    - Daulestes kulbeckensis Trofimov e Nessov, 1979 - Cretáceo Médio, Formação Bissekt, Usbequistão
    - Daulestes inobservabilis (Nessov,1982) - Cretáceo Médio, Formação Bissekt, Usbequistão
    - Daulestes nessovi McKenna, Kielen-Jaworowska e Meng, 2000 

  - Gênero Bulaklestes Nessov, 1985
    - Bulaklestes kezbe Nessov, 1985 - Cretáceo Médio, Formação Bissekt, Usbequistão

  - Gênero Kennalestes Kielan-Jaworowska, 1969
    - Kennalestes gobiensis Kielan-Jaworowska, 1969
    - Kennalestes uzbekistanensis Nessov, 1997

  - Gênero Asioryctes  Kielan-Jaworowska, 1975
    - Asioryctes nemegetensis  Kielan-Jaworowska, 1975 - Cretáceo Superior, Barun Goyot, Mongólia

  - Gênero Ukhaatherium Novacek, Rougier, Wible, McKenna, Dashzeveg e Horovitz, 1997
    - Ukhaatherium nessovi Novacek, Rougier, Wible, McKenna, Dashzeveg e Horovitz, 1997

## Filogenia
(Segundo Archibald e Averianov, 2006)
```
└─o 
Eomaia
 †
  └─o 
Prokennalestes
 †
    └─o 
Bobolestes
 †
      ├─o
      │ ├─o 
Zhelestidae
 † (parafilético)
    │ │ └─o 
Zalambdalestidae
 † (parafilético)
      └───o 
ASIORYCTITHERIA
 †
```